# Machinekamer (algemeen)

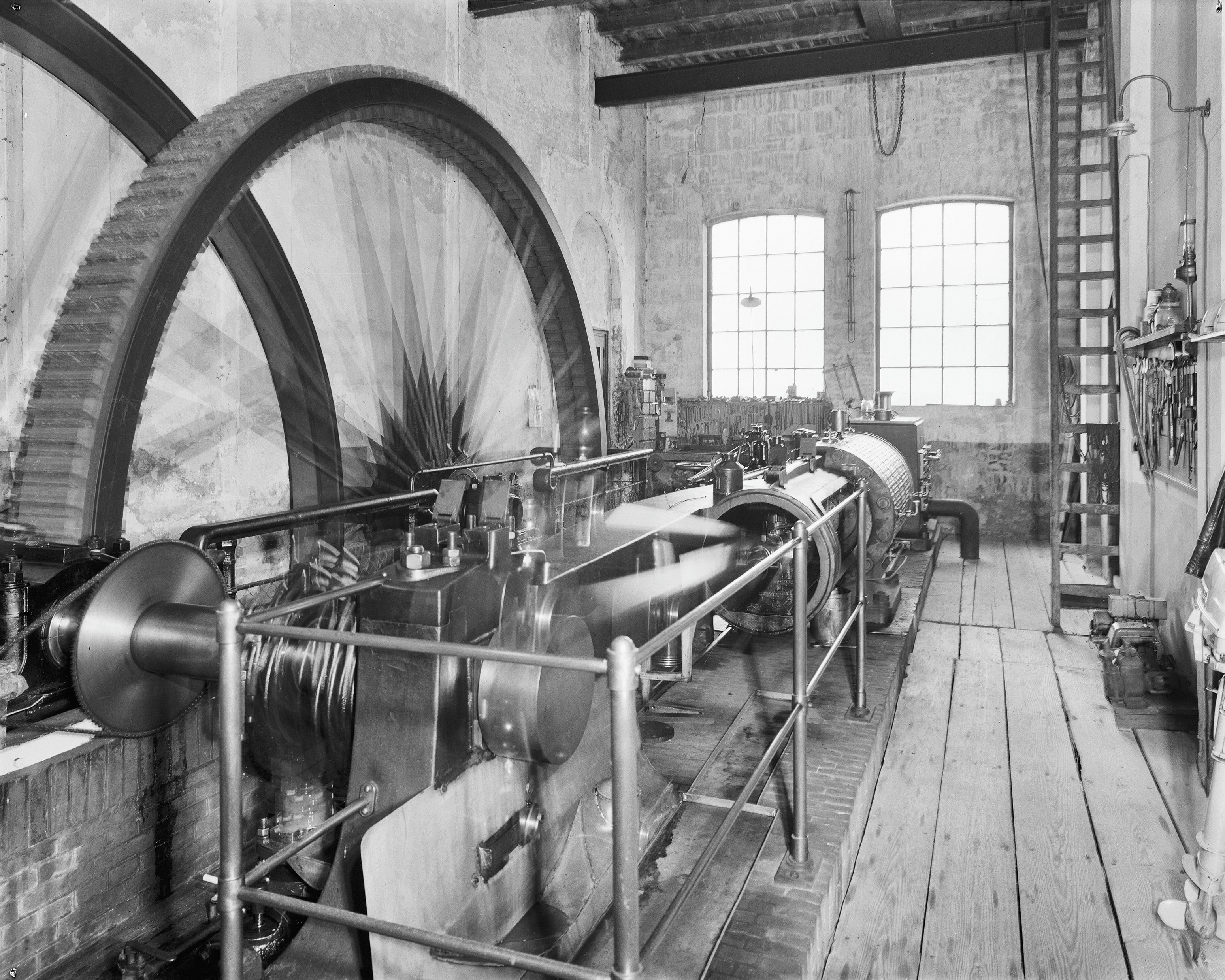
De machinekamer van Stoomgemaal Hertog Reijnout, een stoomgemaal in Nijkerk

Een machinekamer is een technische ruimte waarin een of meerdere machines zijn geplaatst. Machinekamers zijn te vinden op uiteenlopende plekken en ook de machines kunnen uiteenlopende functies hebben.
Het bekendste voorbeeld van een plek waar machinekamers worden toegepast zijn binnen schepen, zie machinekamer (schip). Hiernaast komen ook machinekamers voor in bruggen, liften en fabrieken of andere industriële complexen. Ook beschikken zwembaden en ijsbanen over een machinekamer om de temperatuur van het water en het ijs respectievelijk te reguleren.